# Juan Bautista Sancho
Juan Bautista Sancho (Artá, Mallorca, 1772 o 1776 — Misión  de San Antonio, California, 1830) fue un compositor, erudito y misionero español, introductor en California de los estilos de música religiosa vigentes en Europa en el siglo XVIII (canto llano, polifonía sacra, ópera y música instrumental con basso continuo).
En 1803 llegó a México desde su Mallorca natal y, en 1804, se estableció en la misión San Antonio, donde permaneció hasta su muerte, en 1830. Sancho fue uno de los redactores de un curioso Interrogatorio en el que se informaba sobre las condiciones de vida de los nativos californianos y se exponían detalles sobre sus costumbres sociales, su flora autóctona e incluso, sobre su música. También recopiló material léxico de las lenguas nativas de California. Como compositor, su Misa en Sol y la Misa de los Ángeles son sus mejores obras.